# Masjtotsavenyn
Masjtotsavenyn (armeniska; Մաշտոցի Պողոտա) Masjtotsi Poghota), benämnd Leninavenyn 1924 –1990, är en gata i distriktet Kentron i Armeniens huvudstad Jerevan. Den har sitt namn efter skaparen av det armeniska alfabetet, Mesrop Masjtots.
Den 2,6 kilometer långa avenyn går mellan Segerbron och Matenadaran.

## Byggnader och anläggningar i urval
- Segerbron
- Blå moskén
- Eduard Isabekjankonsthallen, nr 7
- Moderna museet, nr 7
- Missak Manouchianparken
- Jeghisje Tjarents minnesmuseum, nr 17
- Jerevans operahus
- Frankrikeplatsen
- Komitas statliga musikkonservatorium i Jerevan
- Jervand Kocharmuseet, nr 39
- Gevorg Grigorianmuseet, nr 45
- Presidentens residens, nr 47
- Biografen Nairi, nr 50
- Matenadaran

## Bildgalleri

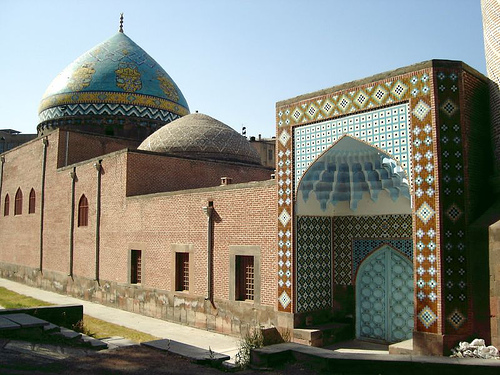
Blå moskén
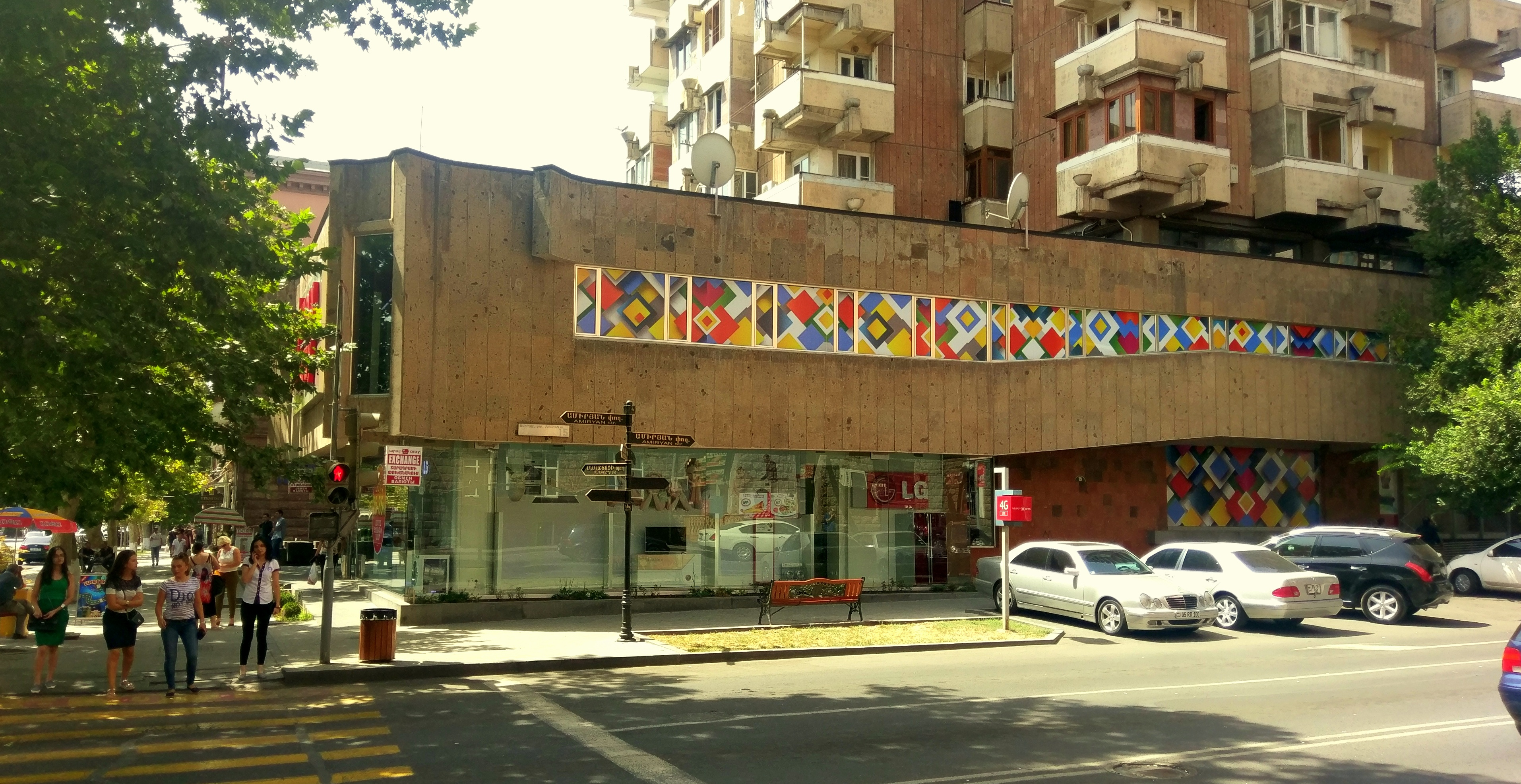
Moderna museet
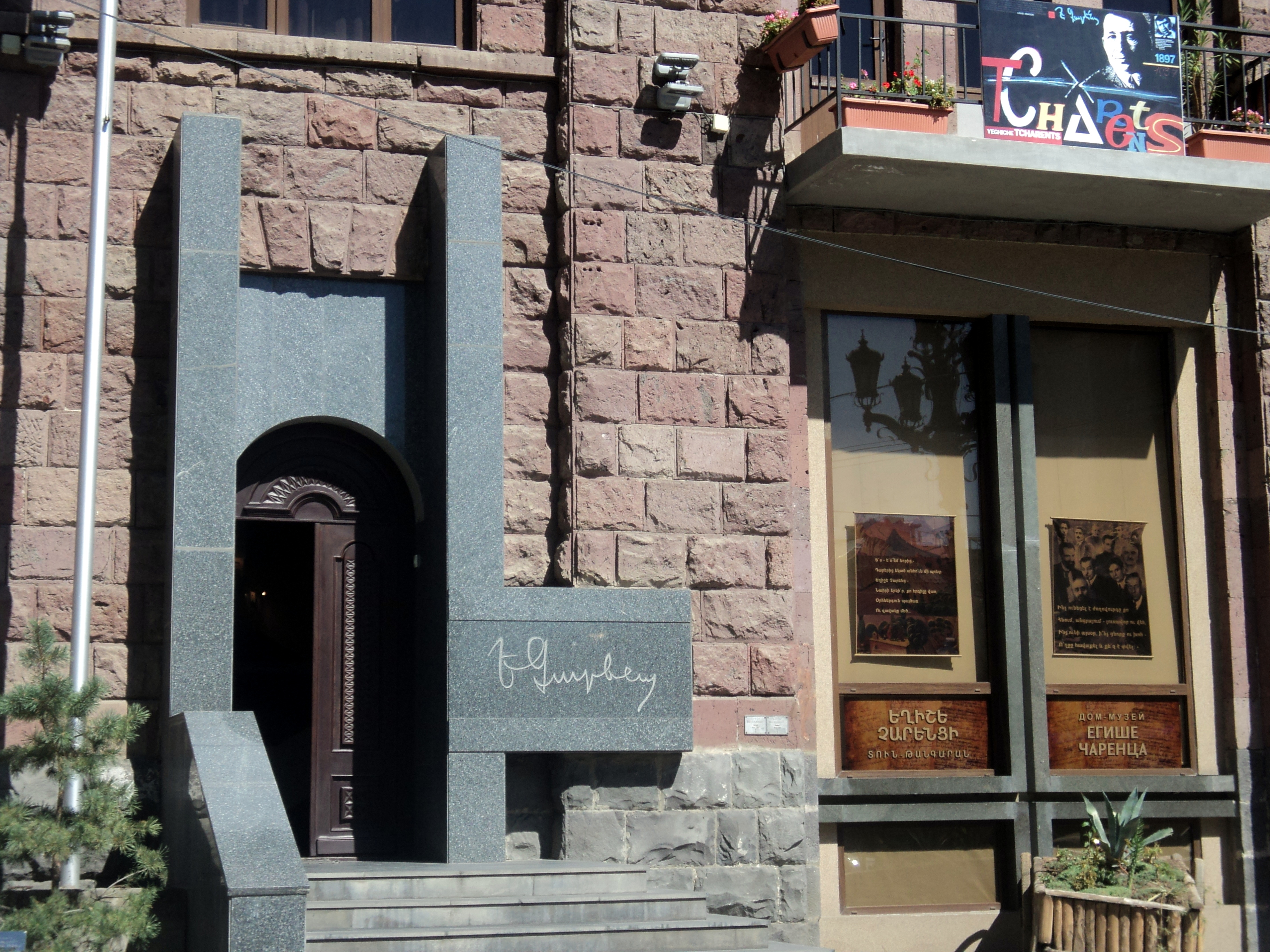
Entrén till Jeghisje Tjarents minnesmuseum
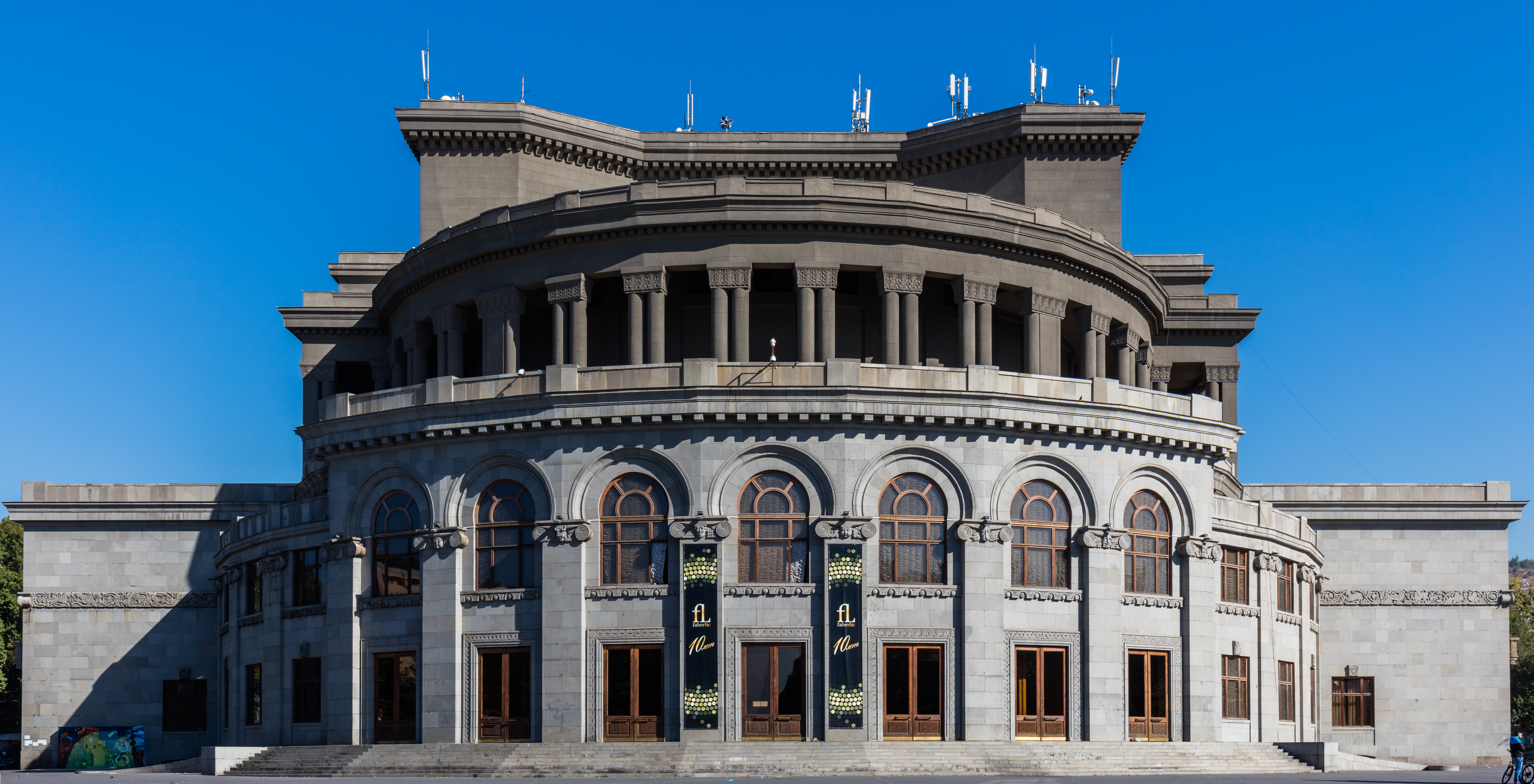
Jerevans operahus
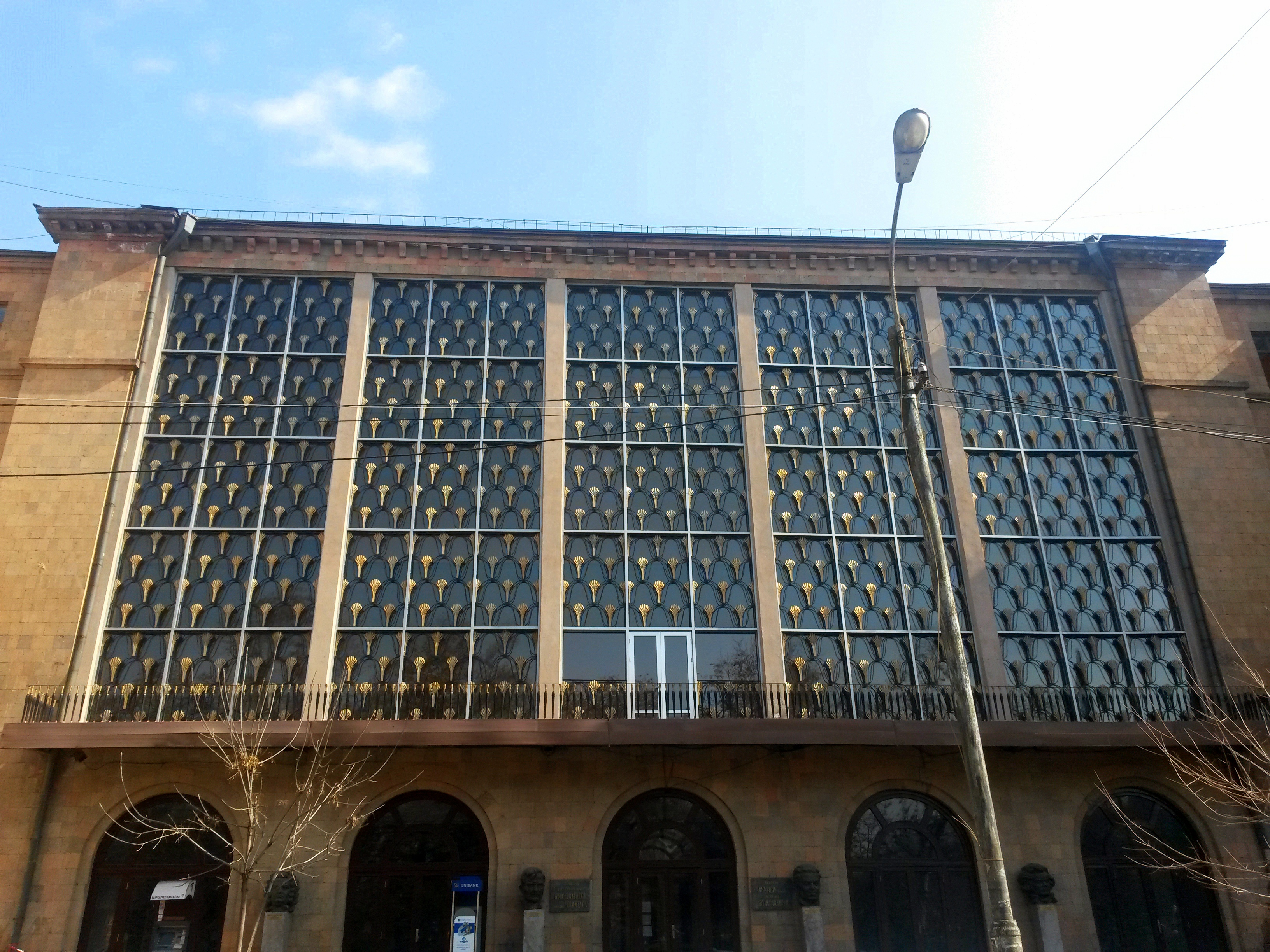
Komitas statliga musikkonservatorium i Jerevan
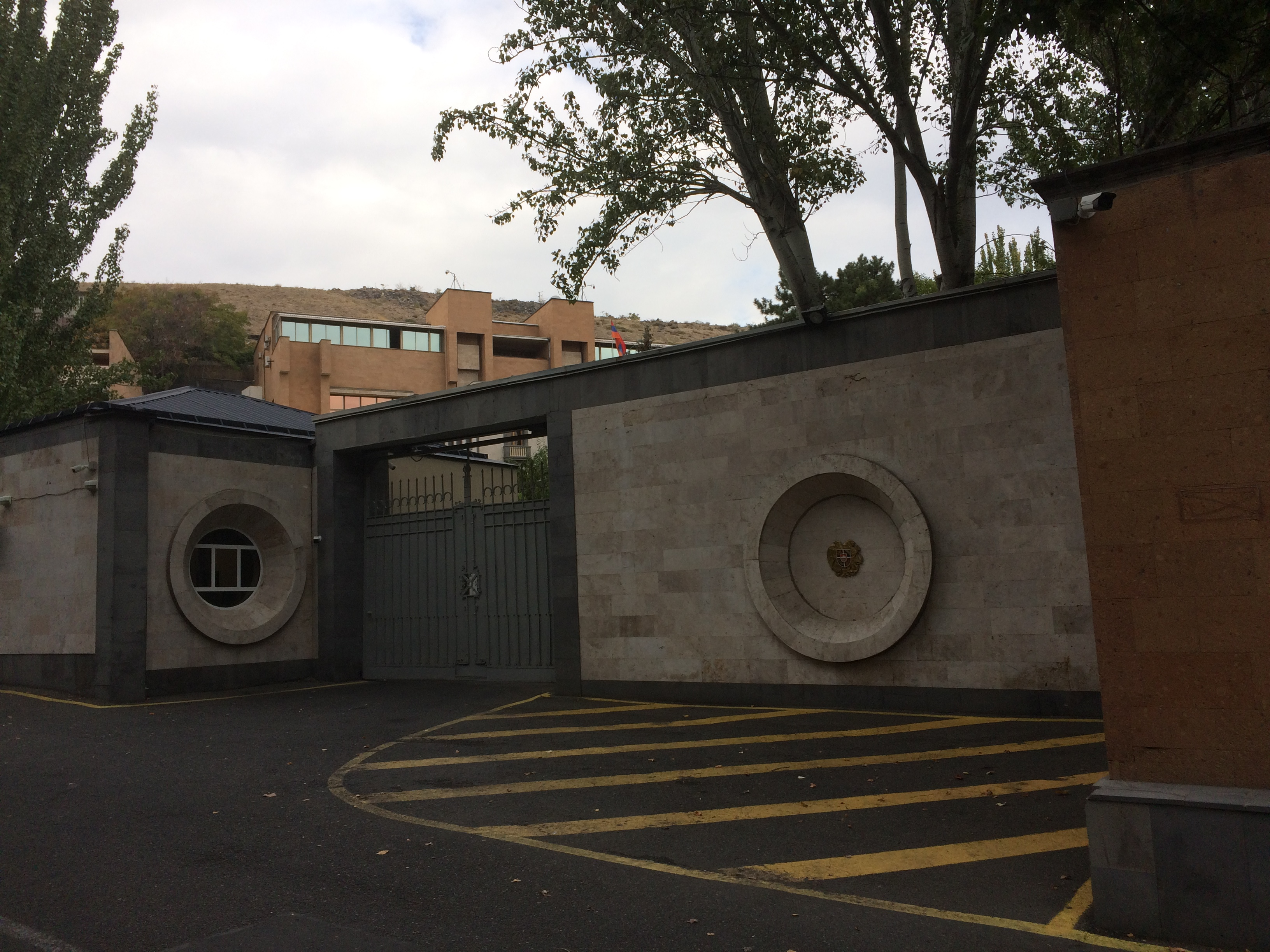
Presidentens residens
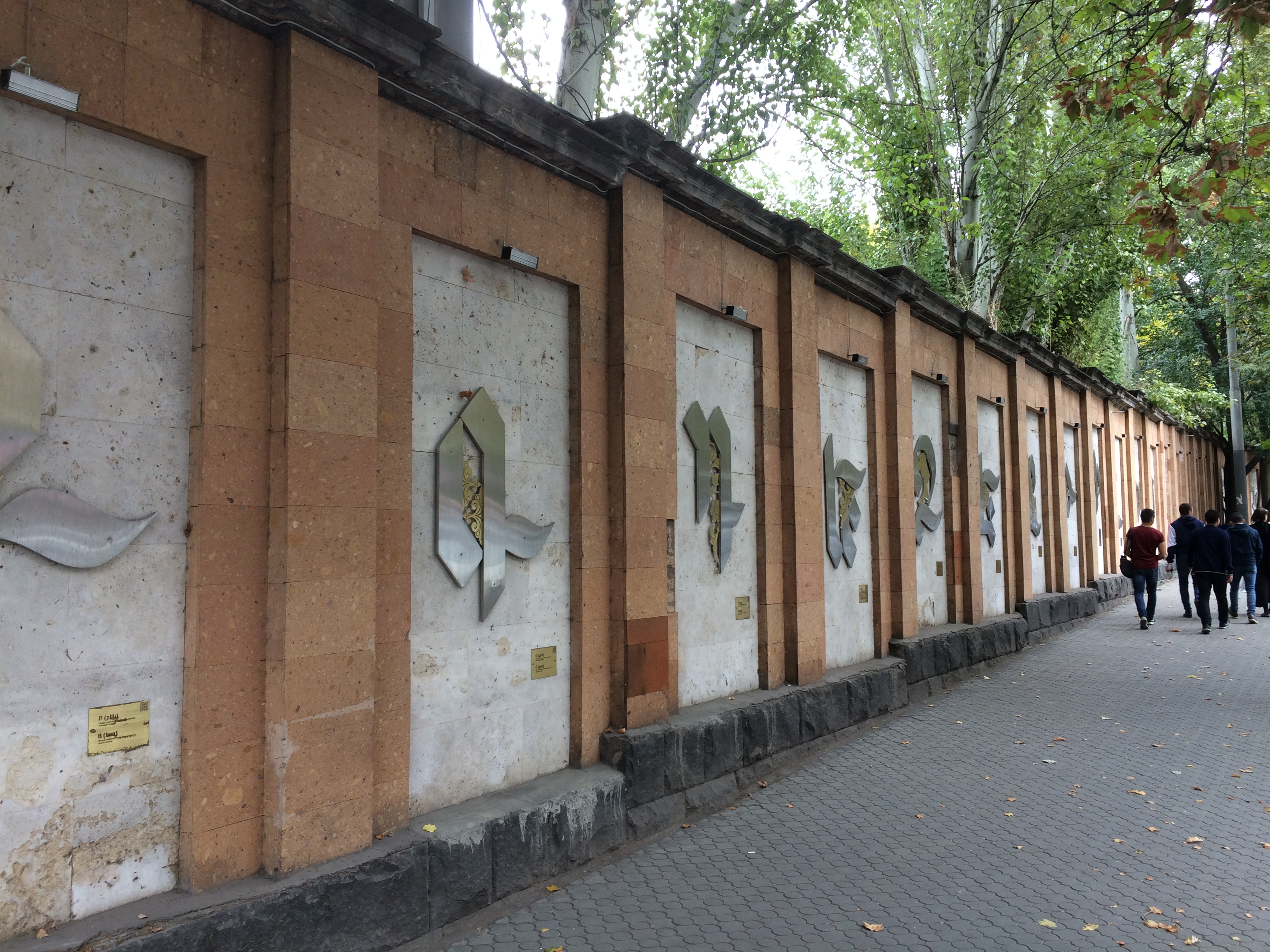
"Eternal alphabet" på muren vid Presidentens residens, inramat i travertin och röd tuff.
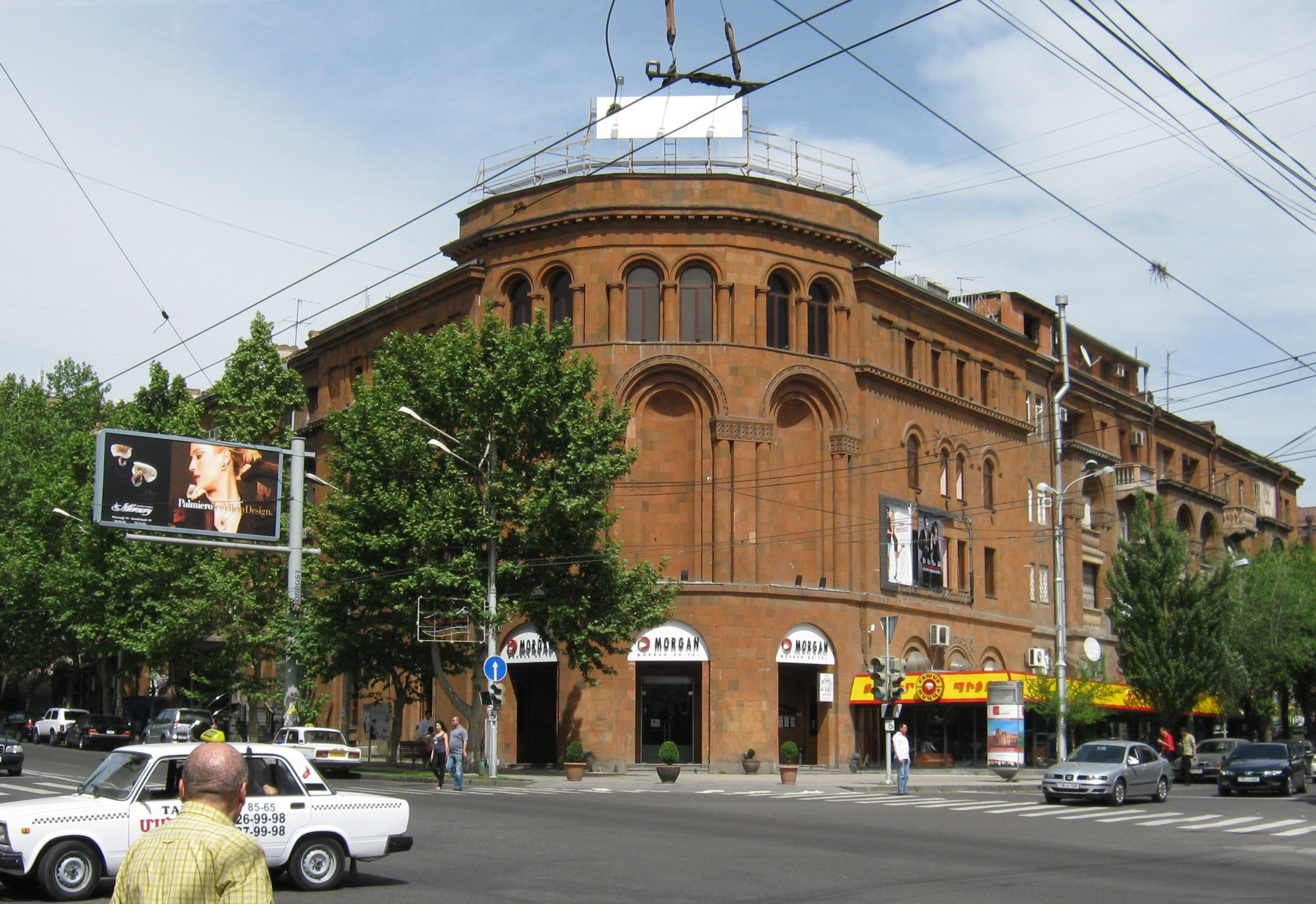
Biografen Nairi
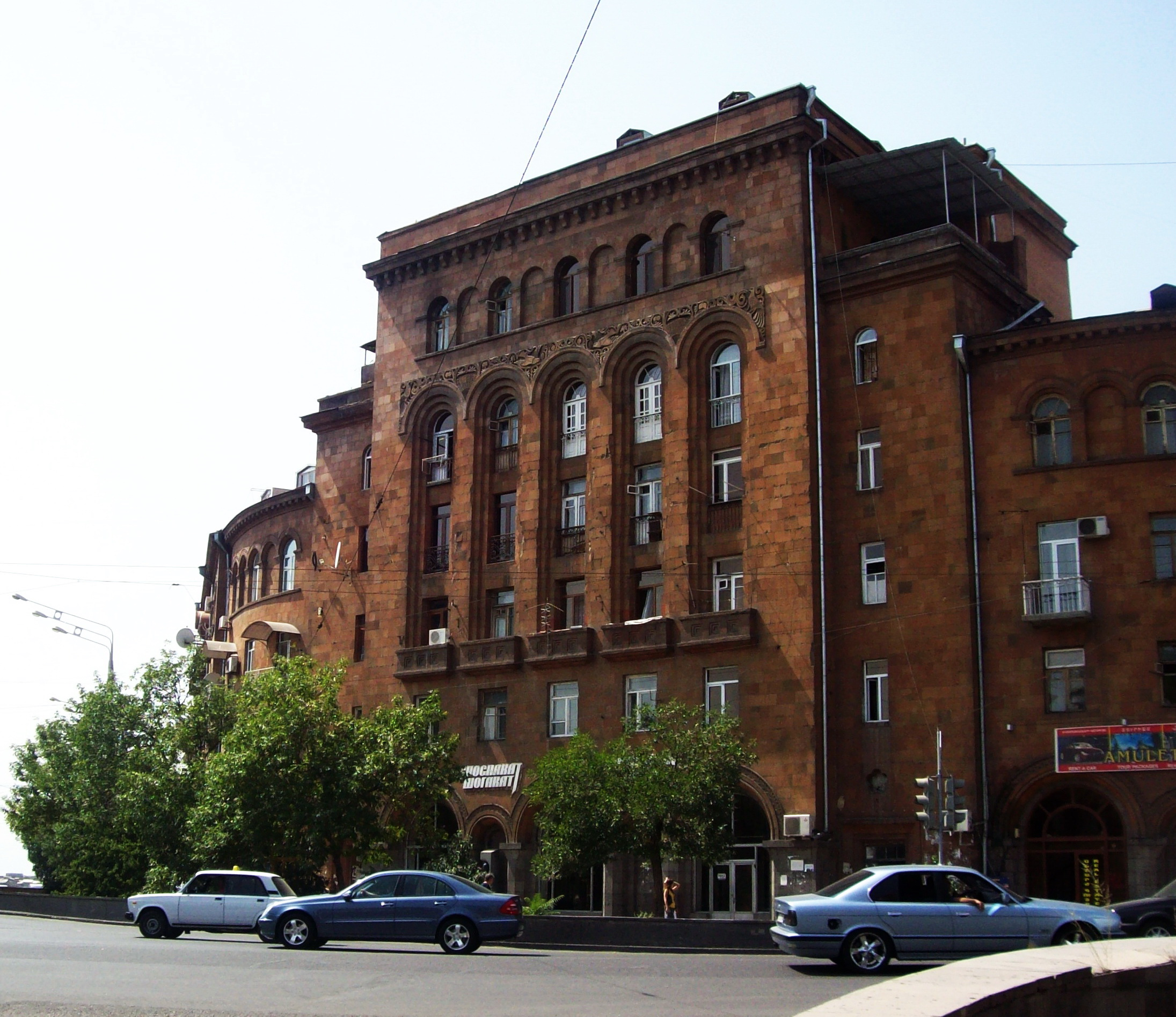
Bostadshus vid Masjtotsavenyn
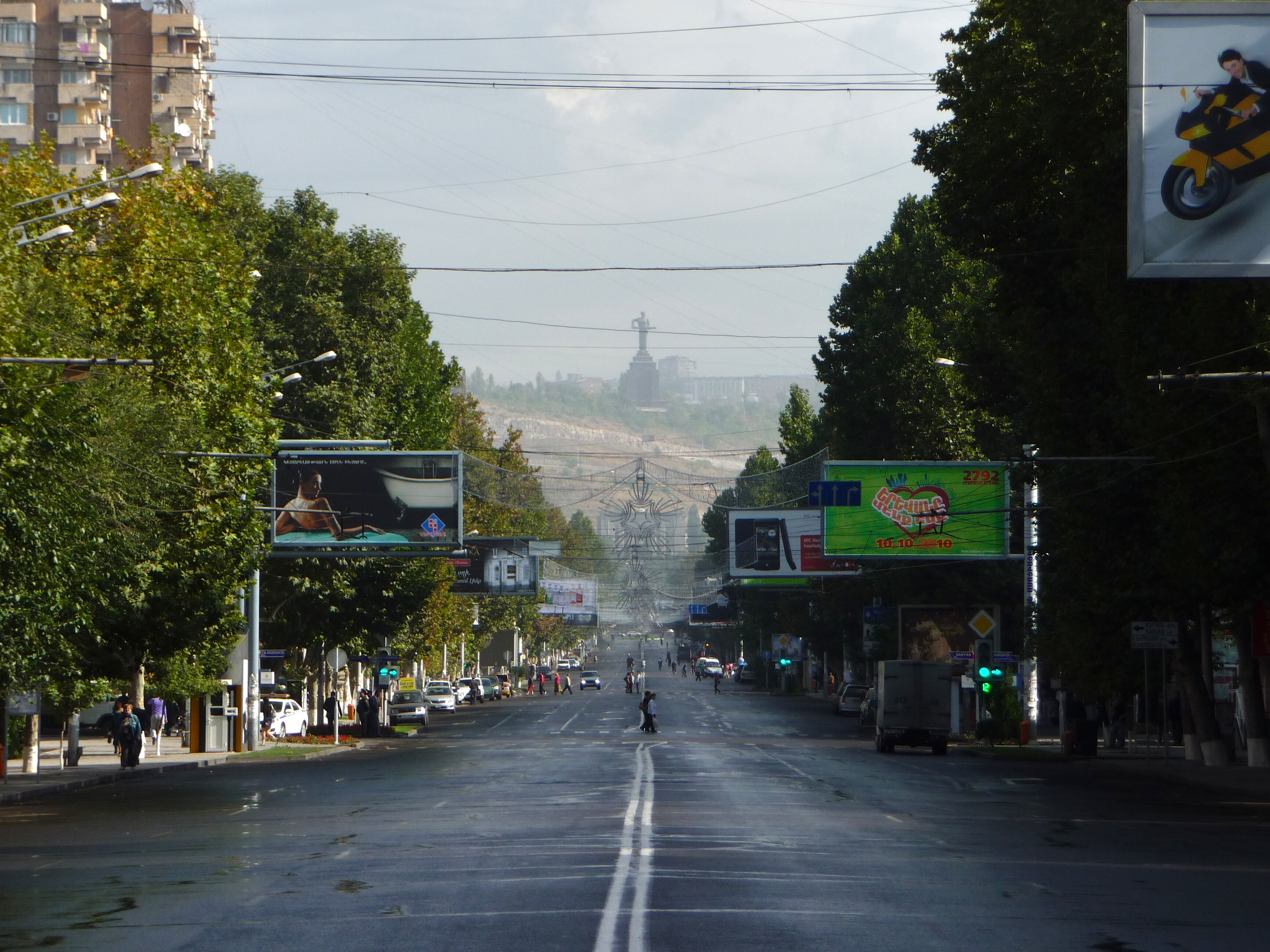
Masjtotsavenyn från norr söderut. I fonden minnesmärket Moder Armenien.
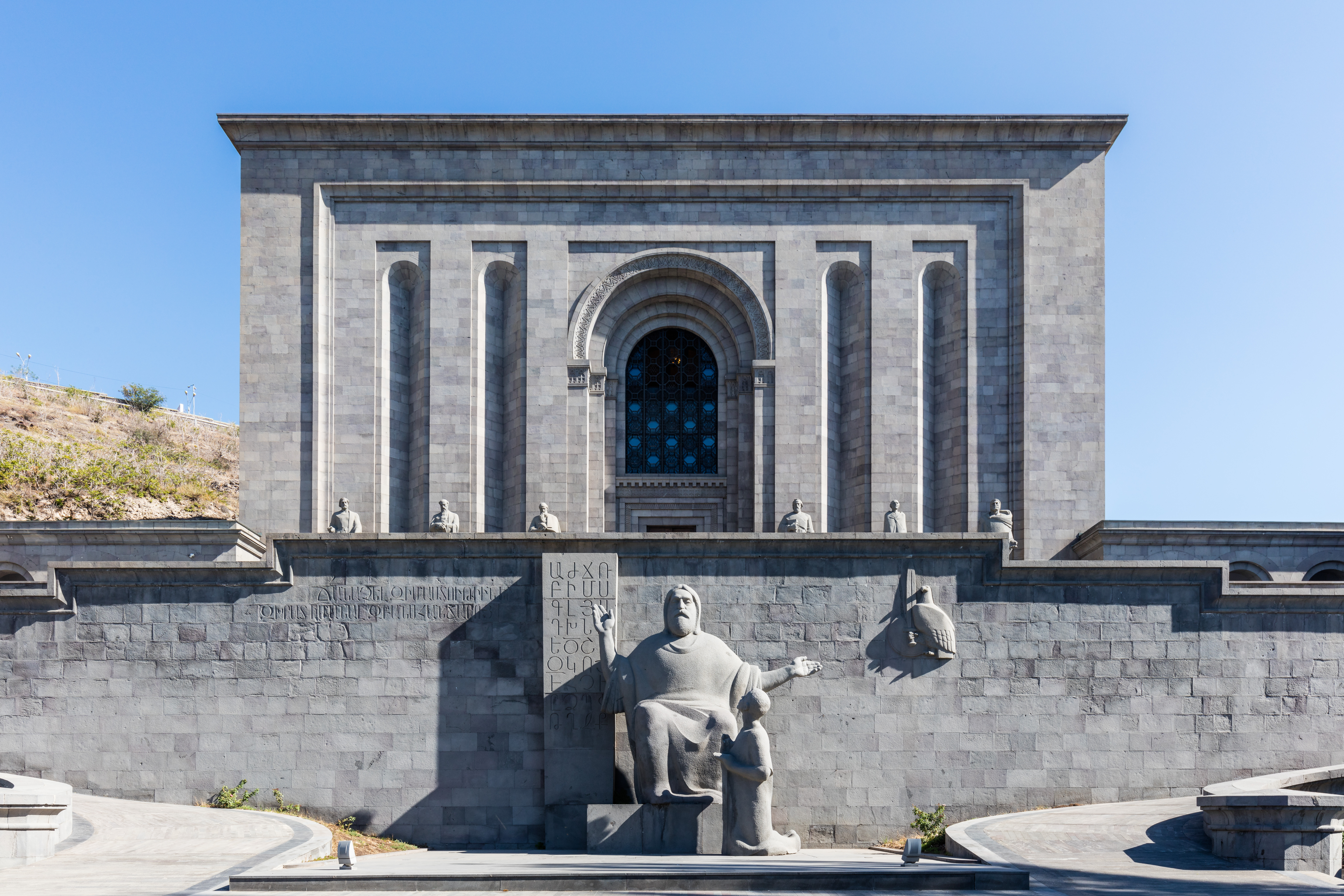
Matenadaran